# Grabmal Familie Ehrenhard
Das Grabmal Familie Ehrenhard ist ein Denkmal in Darmstadt.

## Geschichte und Beschreibung
Das Grabmal der Familie Ehrenhard ähnelt einem kleinen Mausoleum.
Stilistisch ist die Grabanlage eine Mischung aus Jugendstil und Expressionismus.
Typische Details sind die expressionistischen Säulen mit den Kugeln, die ägyptisierenden Kapitelle der Lisenen und der abgetreppte Giebel.
In der Mitte des Giebels befindet sich ein Jugendstil-Ornament.
Hinter dem schmiedeeisernen Tor befindet sich eine symbolische Grabkammer.
Auf der Rückwand der Grabkammer befindet sich ein lebensgroßes Relief einer Frau mit Kind. 
Grabstelle: Waldfriedhof Darmstadt R 3c 3